# Jadrná

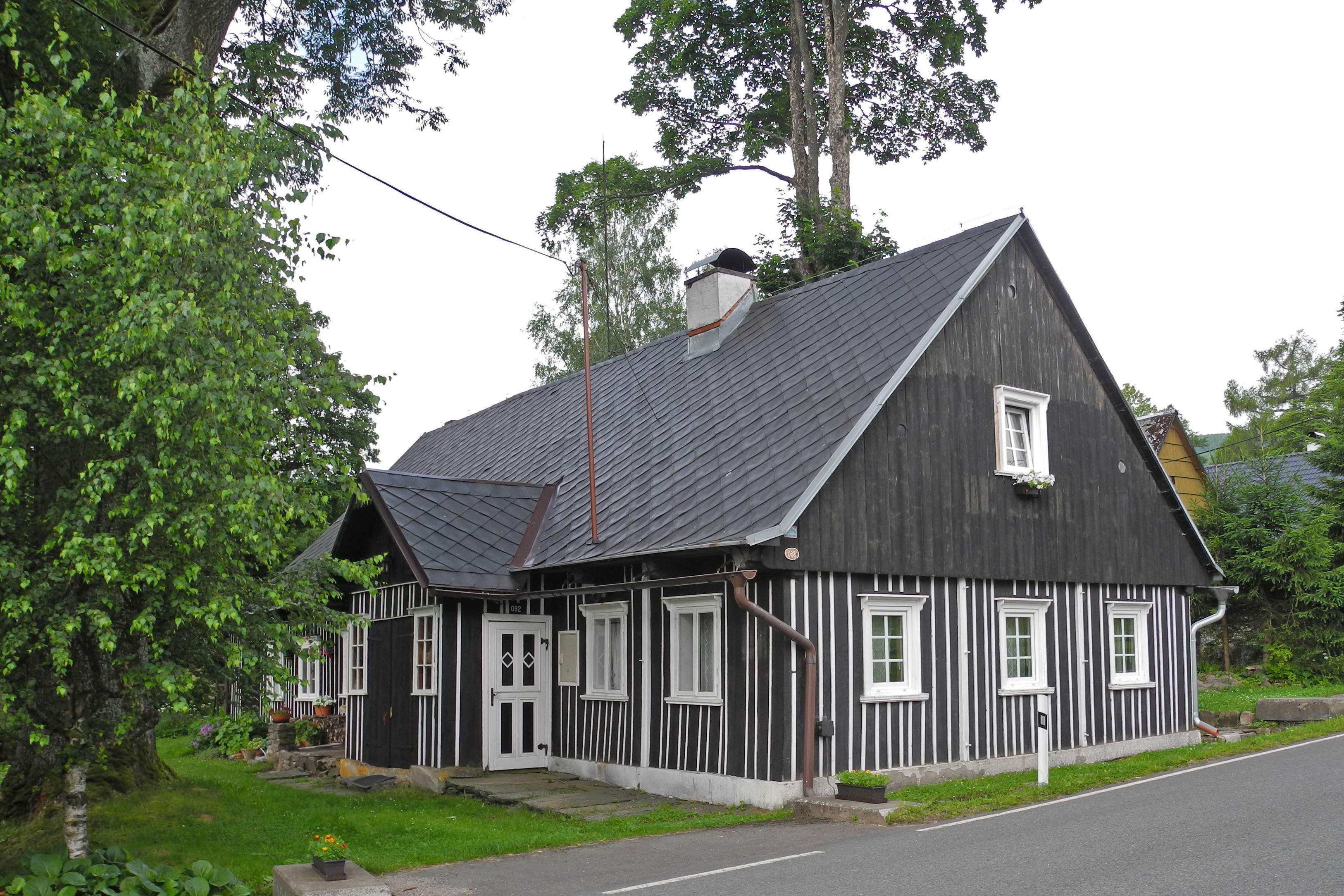
Haus Nr. 5

Jadrná (deutsch: Kerndorf) ist eine Grundsiedlungseinheit der Gemeinde Orlické Záhoří im Okres Rychnov nad Kněžnou in Tschechien. Es liegt am rechten Ufer der oberen Wilden Adler, die hier die Staatsgrenze zu Polen bildet. Durch den Ort verläuft die Staatsstraße 311, die bei Bartošovice v Orlických horách beginnt und entlang des Ufers der Wilden Adler in nordwestlicher Richtung nach Deštné v Orlických horách führt. 

## Geographie
Jadrná liegt zwischen dem Hauptkamm des Adlergebirges und dem Habelschwerdter Gebirge am rechten Ufer der Wilden Adler (Erlitztal). Nachbarorte sind Kunštát im Südosten und Zelenka sowie Bedřichovka im Nordwesten. Jenseits der Grenze liegen die Ortschaften Lasówka im Nordwesten, Piaskowice im Norden sowie Mostowice im Südosten. Über den Grenzübergang Mostowice wird die Wojewodschaftsstraße 389 erreicht, die zwischen Lewin Kłodzki und Duszniki-Zdrój an der E 67 beginnt und in Międzylesie endet.

## Geschichte

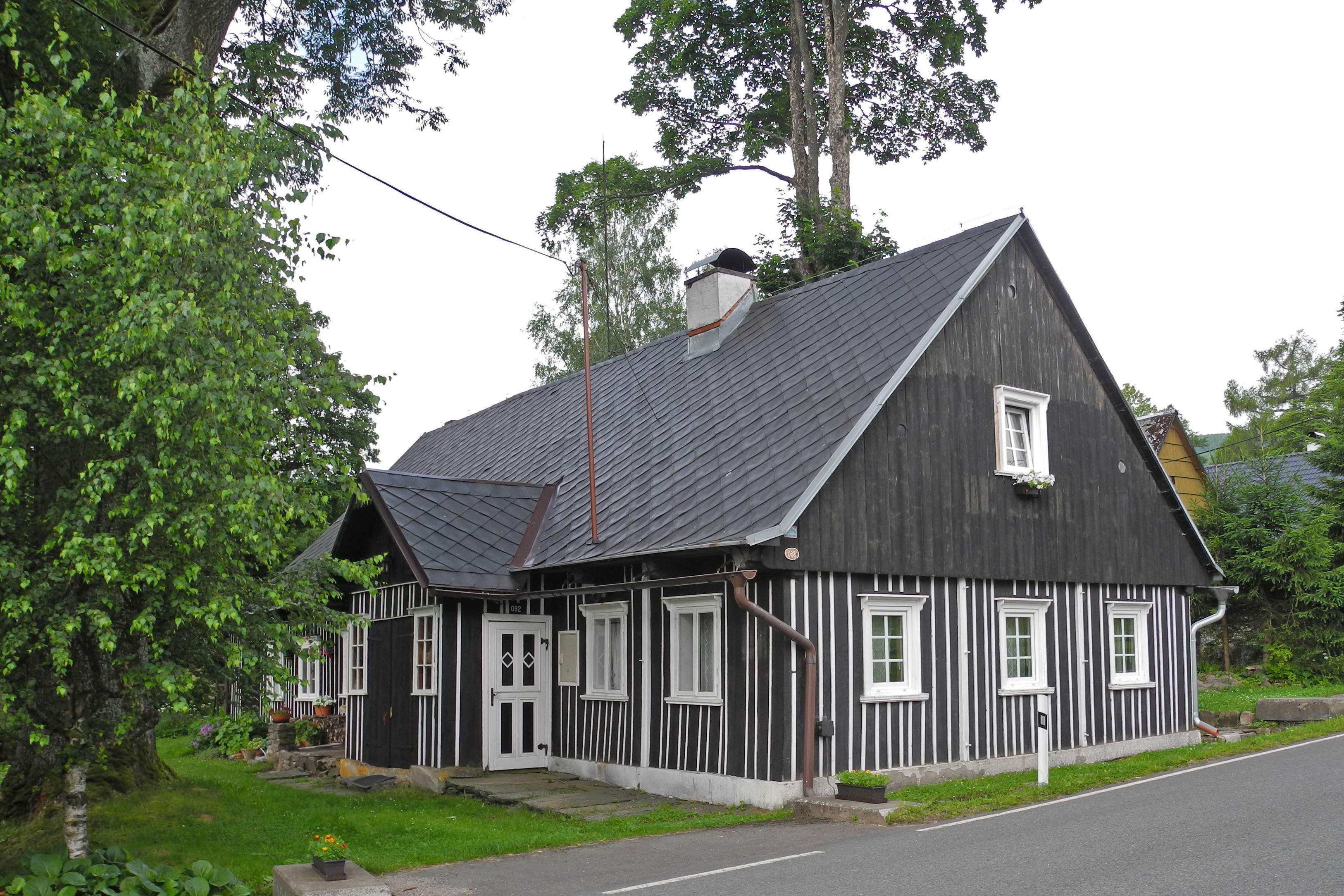
Volksarchitektur in Jadrná

Kerndorf wurde Ende des 16. Jahrhunderts angelegt und 1603 erstmals erwähnt. Es gehörte zum Königgrätzer Kreis und war zunächst nach Himmlisch Riebnai und später nach Kronstadt gepfarrt. Im 17. und 18. Jahrhundert wurde in Kerndorf eine Glashütte betrieben. 
Seit 1750 gehörte Kerndorf zur Bezirkshauptmannschaft Senftenberg. Die Kinder von Kerndorf besuchten vor 1918 eine vierklassige Volksschule in Kronstadt, die nach der Gründung der Tschechoslowakei dreiklassig weiter geführt und vermutlich eine Schulklasse für die tschechische Minderheit gebildet wurde. 1939 lebten in Kerndorf 506 Einwohner in 123 Häusern. Infolge des Münchner Abkommens wurde Kernstadt 1938 dem Deutschen Reich angeschlossen und gehörte bis 1945 zum Landkreis Grulich. Nach dem Zweiten Weltkrieg wurden die deutschen Bewohner vertrieben. Jadrná sowie die umliegenden Dörfer blieben weitgehend entsiedelt, wodurch zahlreiche Häuser dem Verfall preisgegeben wurden. 1960 wurde Jadrná der neu gebildeten Gemeinde Orlické Záhoří eingegliedert.
Zahlreiche Häuser werden als Ferienhäuser genutzt und zeigen die Volksarchitektur des Adlergebirges.